# カップリング (同人)
カップリング（カプ、CPとも略称される）とは、同人創作活動においてキャラクター同士の恋愛関係を表す語である。男性同性愛（やおい・ボーイズラブ）創作、女性同性愛（百合）をはじめ、異性愛でも用いられる。英語圏では「関係」を意味するリレーションシップ（Relationship）を語源とするシッピング（Shipping）と呼称し、「キャラクターの恋愛を妄想・考察するファン文化の1つ」とされていて、こうしたファンはシッパー（Shipper）と呼ばれる。

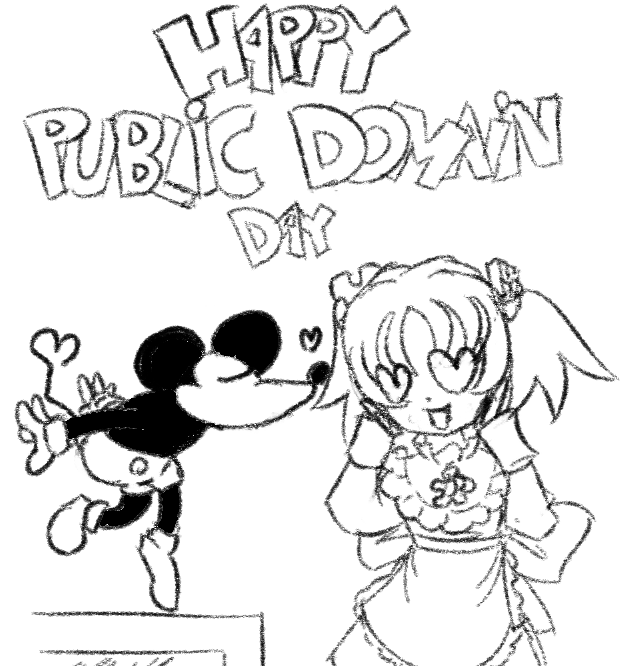
パブリックドメインの日をミッキーマウスとウィキペたんのカップリングで見立てているファンアート

## 表記方法
恋愛の対象となる二人のキャラクターを「キャラクターA×キャラクターB」、または「[Aの略称][Bの略称]」などと表記する。しばしば間の「×」は省略される。×の前に記されるキャラクターの事を攻めと呼び、×の後のキャラクターの事は受けと呼ぶ。前述した例を元にするとキャラクターAは攻め、キャラクターBは受けとなる。

## その他の表記
カップリングの内容をより細かく表すため、以下のような記号も用いられる。
A×B×A
攻め受けの立場が場合によって逆転する、いわゆる「リバーシブル」なカップリングであることを指す。
A+B（A&B）
AとBの友情関係を指す。
A→B
AがBに対して一方的に恋愛感情を抱いている関係、つまり片思いであることを指す。
どんな攻めであるか、どんな受けであるかという具体的な性格・ポジション・属性の説明は「○○攻め」あるいは「○○受け」などという言葉で形容される（ヘタレ攻め、年下攻め、眼鏡攻め、主人公受け、誘い受け、強気受けなど）。

## 用語
逆カップリング
あるカップリングに対して攻め受けが逆転したカップリング（A×Bに対してのB×Aのこと）。
リバーシブル（リバ）
攻め受けの立場が場合によって逆転するカップリング（A×BになったりB×Aになったりすること）。
公式カップリング
原作ですでに恋仲であるキャラクター同士のカップリングのこと。
総攻め/総受け
相手にかかわらず常に攻め/受けとなるキャラクターのこと。